# محمد وائل الدربالي
محمد وائل الدربالي (مواليد 18 يونيو 2003) هو لاعب كرة قدم تونسي يشغل مركز الوسط في صفوف الترجي الرياضي التونسي ضمن الرابطة التونسية المحترفة الأولى. وُلد في تولوز بفرنسا، وبدأ مسيرته الكروية في الفئات السنية لنادي تولوز، قبل أن ينضم إلى أكاديمية الترجي.
برز لاحقًا مع أولمبيك باجة، ما مهد لعودته إلى الترجي والتألق في البطولات المحلية والقارية. مثّل منتخب تونس تحت 20 عامًا، ثم استُدعي إلى المنتخب الأولمبي التونسي في عام 2023.

## المسيرة مع الأندية

### البدايات
التحق الدربالي بأكاديمية الشباب في الترجي الرياضي التونسي عام 2019، قادمًا من تولوز الفرنسي، حيث قضى عامين قبل انتقاله إلى صفوف أولمبيك باجة في عام 2021.

### أولمبيك باجة
انضم الدربالي إلى صفوف أولمبيك باجة عام 2021، وبرز بشكل لافت خلال موسم 2022–23، ما جعله محل اهتمام عدد من الأندية داخل تونس وخارجها.

### الترجي الرياضي التونسي
في 17 أغسطس 2023، انضم الدربالي إلى الترجي الرياضي التونسي بعقد يمتد لثلاث سنوات.

## المسيرة الدولية
شارك الدربالي مع منتخب تونس تحت 20 سنة في كأس الأمم الأفريقية تحت 20 سنة 2023 وكأس العالم تحت 20 سنة 2023.
وأدى تألقه مع ناديه ومنتخب الشباب إلى استدعائه لأول مرة إلى المنتخب التونسي الأول من قبل المدرب جلال القادري، في 17 يونيو 2023، خلال مباراة أمام غينيا الاستوائية ضمن تصفيات كأس الأمم الأفريقية 2023، ليعوّض اللاعب المصاب فراس بن العربي في القائمة.

## الإحصائيات المهنية

### النادي
| النادي                 | الموسم        | الدوري                                      | الدوري  | الدوري    | الكأس الكأس الوطنية | الكأس الكأس الوطنية | البطولات القارية  | البطولات القارية | أخرى    | أخرى      | المجموع | المجموع |
|                        |               | المباريات                                   | الأهداف | المباريات | الأهداف             | المباريات           | الأهداف           | المباريات        | الأهداف | المباريات | الأهداف |         |
| ---------------------- | ------------- | ------------------------------------------- | ------- | --------- | ------------------- | ------------------- | ----------------- | ---------------- | ------- | --------- | ------- | ------- |
| أولمبيك باجة           | 2021–22       | الرابطة التونسية المحترفة الأولى لكرة القدم | 12      | 0         | 0                   | 0                   | —                 | —                | —       | —         | 12      | 0       |
| أولمبيك باجة           | 2022–23       | الرابطة التونسية المحترفة الأولى            | 20      | 0         | 1                   | 0                   | —                 | —                | —       | —         | 21      | 0       |
| أولمبيك باجة           | المجموع       | المجموع                                     | 32      | 0         | 1                   | 0                   | —                 | —                | —       | —         | 33      | 0       |
| الترجي الرياضي التونسي | 2023–24       | الرابطة التونسية المحترفة الأولى            | 16      | 1         | 1                   | 0                   | 6قالب:هامش تفسيري | 0                | —       | —         | 23      | 1       |
| الترجي الرياضي التونسي | 2024–25       | الرابطة التونسية المحترفة الأولى            | 11      | 0         | 4                   | 2                   | 1قالب:هامش تفسيري | 1                | 0       | 0         | 16      | 3       |
| الترجي الرياضي التونسي | المجموع       | المجموع                                     | 27      | 1         | 5                   | 2                   | 7                 | 1                | 0       | 0         | 39      | 4       |
| المجموع الكلي          | المجموع الكلي | المجموع الكلي                               | 59      | 1         | 6                   | 2                   | 7                 | 1                | 0       | 0         | 72      | 4       |

### المنتخب
| المنتخب         | السنة         | المباريات | الأهداف |
| --------------- | ------------- | --------- | ------- |
| تونس تحت 20 سنة | 2022          | 3         | 0       |
| تونس تحت 20 سنة | 2023          | 10        | 0       |
| المجموع         | 13            | 0         |         |
| تونس            | 2023          | 1         | 0       |
| المجموع الكلي   | المجموع الكلي | 14        | 0       |

## الإنجازات
أولمبيك باجة
- كأس تونس: 2022–23

الترجي الرياضي التونسي
- الرابطة التونسية المحترفة الأولى لكرة القدم: 2023–24، 2024–25
- الكأس التونسية الممتازة: 2024